# Les Ballets du Bolchoï
Pour plus de détails, voir Fiche technique et Distribution.
Les Ballets du Bolchoï (The Bolshoi Ballet) est un film britannique réalisé par Paul Czinner, sorti en 1957. Le film a été nommé pour l'Oscar de la meilleure musique de film lors de la 31e cérémonie des Oscars.

## Synopsis
Le film capture les représentations Ballet du Bolchoï qui eurent lien en 1956 au Royaume-Uni au Davis Theater à Croydon et à Covent Garden dans la ville de Londres.

## Fiche technique
- Titre original : The Bolshoi Ballet
- Titre français : Les Ballets du Bolchoï
- Réalisation : Paul Czinner
- Scénario : Paul Czinner
- Pays d'origine :  Royaume-Uni
- Format : Couleur (Eastmancolor) - Mono
- Genre : Film de danse
- Durée : 100 minutes
- Date de sortie : 1957

## Distribution
- Galina Ulanova : Giselle / Le cygne
- Raisa Struchkova
- Nikolai Fedeychev